# Трильовський Кирило Йосифович
Кири́ло Йо́сифович Трильо́вський  (6 травня 1864 , с. Богутин, Золочівський повіт, Львівський округ, Королівство Галичини і Володимирії, Австро-Угорщина — 16 жовтня 1941, Коломия ,Дистрихт Галичина, Третій Рейх) — український адвокат, доктор права, громадсько-політичний та культурно-освітній діяч, основоположник і один із засновників Української радикальної партії, депутат віденського парламенту, посол Галицького сейму, публіцист, журналіст, видавець, засновник товариства «Січ». 

## Життєпис

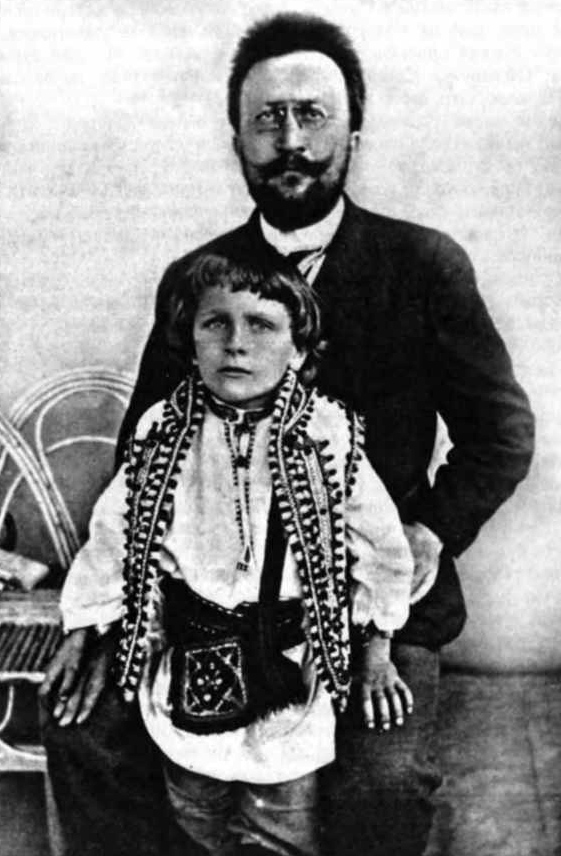
Кирило Трильовський з сином, 1900 р.

Листівка з портретом Кирила Трильовського

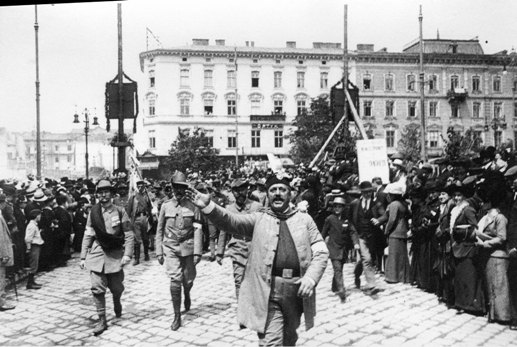
З'їзд Соколів, Львів, 1914

Кирило Трильовський походив із священничої родини: батько о. Йосиф Трильовський був греко-католицьким священником, а мати Гонората Левицька була дочкою греко-католицького декана в Золочеві. Хоча розмовною мовою родини Трильовських була польська, проте батьки вважали себе русинами. Тому за ініціативою о. Й. Трильовського, який 1865-го із сім‘єю переїхав у с. Острів Золочівського повіту, місцевий український вчитель Симеон Свєнціцький з вересня 1871 став домашнім репетитором майбутнього громадського діяча. Саме С. Свєнціцький прищепив любов до українського народу, вперше ознайомив його з виданнями М. Білоуса з Коломиї.
Проживаючи в діда по материній лінії о. Г. Левицького, майбутній політик у 1872 році закінчив перший клас Золочівської польської школи[джерело?]. Проте у зв'язку зі смертю діда Кирило з осені 1873 до весни 1875 навчався у школі в Бродах. Згодом, протягом 1875—1876 продовжив навчання у Золочівській гімназії. Тут, у Золочеві, у червні 1876 молодий Кирило став одним із організаторів таємного шкільного гуртка, метою якого була пропаганда творів українських письменників.
Через хворобу протягом 1876—1879 К. Трильовський займався самоосвітою, перебуваючи в с. Ожидові Золочівського повіту (новій парафії батька). З ініціативи священика о. К. Винтоняка 1877 став членом москвофільського «Общества імені М. Качковського».
Восени 1879 громадський діяч знову продовжив навчання у Золочівській гімназії, відновивши діяльність у нелегальному просвітницькому гуртку. Проте у лютому 1881 батько К. Трильовського отримав нові парафії в с. Будилів та с. Микулинці Снятинського повіту, а тому майбутній політик з осені 1882 став учнем Коломийської гімназії. Власне, все подальше життя громадського діяча тісно пов'язане з Покуттям, зокрема зі Снятинщиною та Коломийщиною.
У вересні 1884 громадський діяч вступив до військової школи у Львові, а тому почав брати участь в житті львівського студентства. 19 жовтня 1884 він став членом «Академічного братства», а на початку 1885 перевівся до Віденської військової школи.
Восени 1886 політик вступив на правничий факультет Львівського університету, який закінчив 1894, ставши доктором права. Будучи студентом, з осені 1888 очолював товариство «Академічне братство». 9-10 березня 1889 К. Трильовський, як голова згаданого братства, взяв участь у вічі польської та української студентської молоді, на якому закликав студентів брати активну участь у громадському житті.
Кирило Трильовський помер 19 жовтня 1941, похований на старовинному коломийському українському цвинтарі «Монастирок».

## Політична і партійна діяльність

Пам'ятна дошка в Коломиї

Наприкінці 1880-их радикали розпочали сильну агітаційну та практичну роботу серед галицького селянства, здобутком якої стало утворення першої партії на етнічних українських землях, — Русько-української радикальної партії (далі РУРП). Осередком радикального руху було Покуття, зокрема у Коломиї проводилась підготовча робота щодо заснування РУРП, відбулися перші селянські віча. 1889 завдяки агітації політика послом до Львівського сейму було обрано священика К. Гаморака, тестя В. Стефаника. К. Трильовський був присутнім у Коломиї на першому радикальному народному вічі 2 лютого 1891, на другому народному вічі у теперішньому парку ім. К. Трильовського (що названий на його честь) 30 травня 1893, на довірчих зборах   радикальної партії 20 жовтня 1893.
У травні 1893 «січовий батько» став одним із засновників політичного товариства «Народна воля» у Коломиї, створеного рамках радикальної партії. Зокрема, К. Трильовський був присутнім на організаційному вічі товариства, яке відбулося в Коломиї у липні 1893. Мережа товариства охоплювала Снятинський та Коломийський повіти. К. Трильовського, як представника Української Радикальної Партії (наступниці РУРП, далі — УРП), було двічі обрано, у 1907 та 1911, до австро-угорського парламенту від виборчого округу Коломия — Косів. У 1907 політик отримав рекордну кількість голосів — 44000. Кирило Трильовський виголосив з трибуни Віденського парламенту понад вісімнадцять великих промов, які тривали від двох до десяти годин.
Згодом К. Трильовський став одним із засновників нової Селянсько-радикальної партії. На з'їзді 16 лютого 1919, який проходив у приміщенні коломийської ратуші за участю 321 делегата, було обрано нову управу Селянсько-радикальної партії, яку очолив К. Трильовський; було прийнято рішення про організацію боротьби проти більшовизму, зміцнення військової організації. У відповідь на такі дії 22-23 березня 1919 на загальнокрайовому з'їзді УРП К. Трильовського було виключено з партії.
Після поразки національно-визвольних змагань українців К. Трильовський 1920-го виїхав до Відня. Перебуваючи на еміграції, він переживав великі фінансові труднощі, а тому восени 1927 «січовий батько» повернувся в Галичину, зокрема у с-ще Гвіздець Коломийського повіту. Маючи намір взяти участь у чергових польських виборах до сейму та сенату, призначених на весну 1928, К. Трильовський спробував відновити членство в Українській соціалістично-радикальній партії, наступниці УРП, проте йому було відмовлено. Тому за ініціативою політика 1 січня 1928 у Львові було створено Українську соціалістично-радикальну партію — Лівицю.

## Заснування січових товариств
Незважаючи на активну політичну діяльність К. Трильовського, найбільшим його внеском у громадське життя Галичини, що безсумнівно відіграв чималу роль у процесі формування національної свідомості галицького селянства, є заснування та керівництво січовим рухом. Зокрема, 5 травня 1900 у с. Завалля, що на Снятинщині, політик заснував перше руханково-пожарне (спортивно-протипожежне) товариство під назвою «Січ». Спортивно-пожежна діяльність цієї організації була формальним приводом її створення, справжньою ж метою її існування було пробудження національної свідомості українців шляхом відродження історичних традицій, виховання патріотичної молоді, освіти селянства.
Про велику народну любов до «Січей» свідчить їхня кількість. 1914-го налічувалось 1056 «Січей», членами яких було близько 66 тис. осіб. Центром січового руху стала Коломия, зокрема адвокатська канцелярія К. Трильовського, розміщена на розі вулиць Костюшка та Валової.
У період ЗУНР К. Трильовський також спробував відродити січовий рух. З його ініціативи 8 листопада 1918 у Печеніжині було відновлено першу «Січ». На 23 березня 1919 політик скликав до Коломиї Крайовий січовий з'їзд. Згідно з рішенням з'їзду було обране нове керівництво Українським Січовим Союзом, Кирило Трильовський став отаманом.

## Культурно-просвітницька діяльність
Помітний вплив на громадське життя Галичини, зокрема Снятинщини й Коломийщини, кінця ХІХ — початку ХХ ст. мала також культурно-просвітницька діяльність К. Трильовського.
На початку 1890-х у Коломиї К. Трильовський був одним із засновників просвітницького товариства «Народна спілка», метою якого було піднесення добробуту і просвіти народу через заснування читалень, бібліотек, видання популярних часописів і книжок неполітичного змісту, заснування позичкових кас, торгово-промислових спілок. На початку ХХ ст. на Покутті було близько п'ятдесяти «Народних спілок».
Чимала заслуга К. Трильовського у літературно-публіцистичній роботі, початок якої припадає на кінець 1870-их. Зокрема, у 1878 були опубліковані його перші поезії в «Газеті школьній» та «Букварі» О. Партицького.

## Видавнича справа
У 1896—1897 у Коломиї, в друкарні Я. Брука, Кирило Трильовський видавав часопис «Громада». Це видання стояло на радикальних засадах і було призначене широкому загалу читачів. У першому його числі було задекларовано, що назва газети є згадкою про «Громаду» М. Драгоманова.
На початку ХХ ст. К. Трильовський здійснював активну видавничу діяльність, яка була насамперед спрямована на популяризацію січової ідеї. Видавничим центром січових часописів була Коломия. Тут К. Трильовський у друкарні В. Бравнера видавав популярний місячник «Зоря», двотижневик «Хлопська Правда». У 1903 політик заснував видавництво газети «Хлопська правда», що була фактично друкованим органом Коломийського осередку радикальної партії. Для популяризації січового руху він також щорічно видавав у Коломиї календарі із символічними назвами «Отаман» (1904—1908) та «Запорожець» (1902—1913).
Активною публіцистичною діяльністю Кирило Трильовський також займався у період національно-визвольних змагань на західноукраїнських землях. В середині листопада 1918 він заснував у Коломиї видання часопису «Січовий голос», що був друкованим органом Українського Січового Союзу. Редактором газети спочатку був Я. Навчук, а згодом — «січовий батько».
У 1927 К. Трильовський повернувся в Галичину, проживаючи у с-щі Гвіздець Коломийського повіту.
Найбільшим здобутком у публіцистичній діяльності К. Трильовського наприкінці 1920-х було видання історичних нарисів. У 1927 він видав у Коломиї брошуру «Російська цариця Катерина ІІ», у якій описав її колоніальну політику, зокрема зруйнування Січі. У 1928 за його редакцією у Коломиї вийшла монографія «Боротьба італійців за свободу та соборність». У 1934 політик видав брошуру, написану спільно з С. Яричевським, «Про велику Французьку революцію».
У цілому К. Трильовський написав понад 2000 статей, присвячених актуальним суспільно-політичним, соціальним, культурно-освітнім проблемам, підписуючись власним прізвищем, а також псевдонімами. Політик видав понад 80 популярних брошур, зокрема календарі «Запорожець» і «Отаман», літературу для січових товариств — підручник для січових вправ, січові співанки, колядки, парламентські промови, історичні нариси, монографії.
Кирило Трильовський був також відомим у краї поетом. Частина з його пісень стали народними ще за життя автора. Зокрема він написав пісні «Гей, там на горі Січ іде», «Гей, Чорногора зраділа», «Про Січ славну, Запороже», «Хлопська пісня».
Таким чином, К. Трильовський був самобутньою постаттю у Галичині кінця ХІХ — початку ХХ ст. Але найбільшу славу йому принесло заснування та керівництво січовим рухом.

## Сім'я
Одружився з Євфросинією Попович у 1894р. У шлюбі народилося 4 дітей: 
- Петро (09.07.1895–04.05.1987), одружений з Камілею Прокопович, син Богдан;
- Марія (13.10.1896–05.06.1990), одружена з Климом Чічка-Андрієнком, дочка Калина;
- Наталя (06.09.1901–22.05.1997), одружена з Ігорем Федівим, син Богдан;
- Василь (02.08.1903–03.08.1983).

## Вшанування пам'яті
- 15 серпня 1993 — на фасаді будинку, в якому на початку ХХ ст. в Коломиї, відкрито меморіальну таблицю.

- 19 жовтня 1997 — в парку його імені в Коломиї відкрито погруддя К. Трильовського (автор В. Ореховський) — подарунок містові від онуків Максима та Богдана.

- У Львові, в Івано-Франківську, Коломиї, Снятині його іменем названі вулиці.

- 2010 — в Музеї історії міста Коломиї відкрита меморіальна кімната

- 30 вересня 2010 —  на фасаді будинку, в якому на початку ХХ ст. жив та працював К. Трильовський, відкрито меморіальну таблицю з його барельєфом (скульптор Роман Захарчук).

- У Львові на фасаді будівлі (вул. Драгоманова), в якій розташовувалася Українська бойова управа УСС, встановлена меморіальна таблиця.